# 石生駅

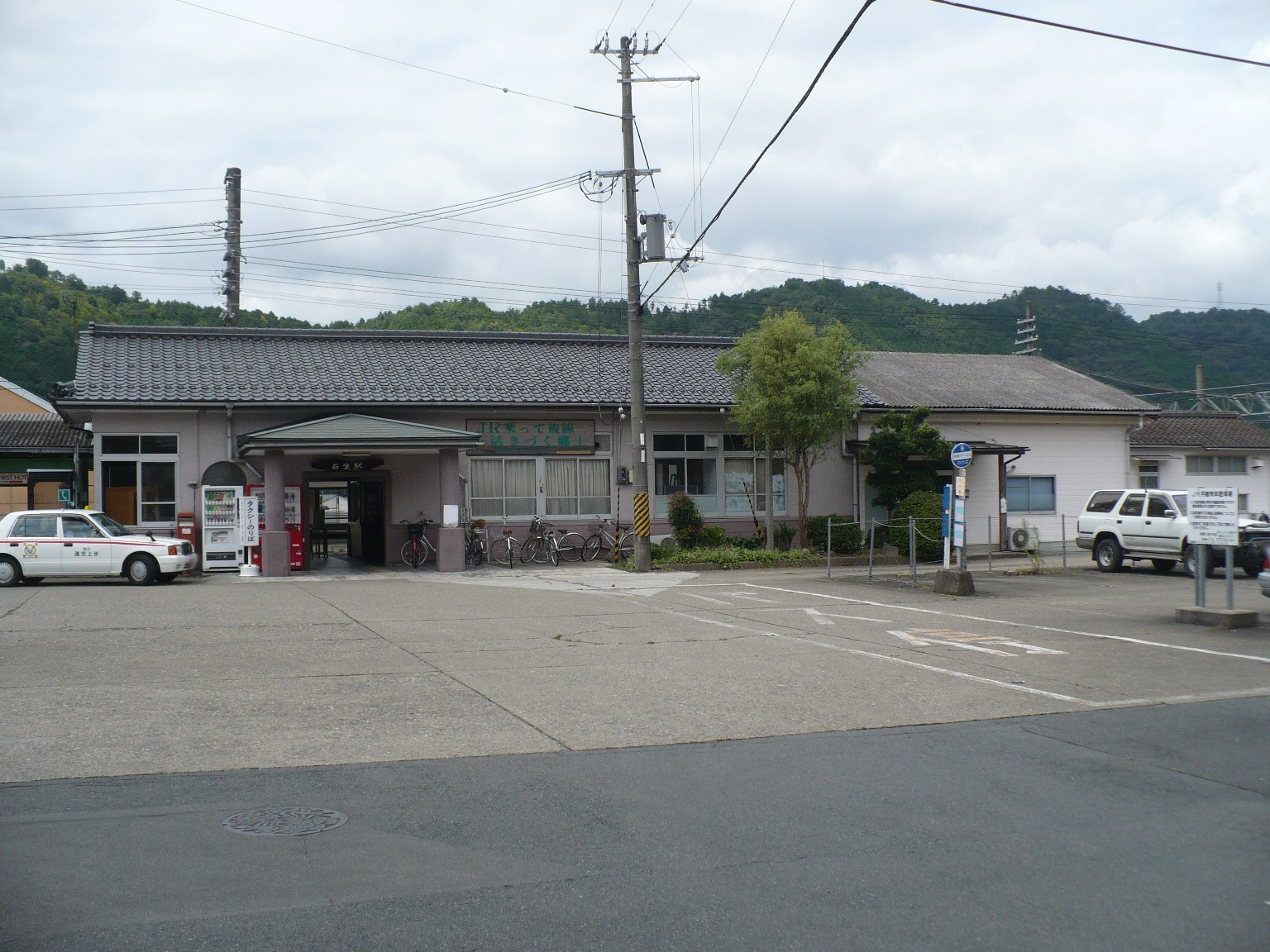
東口（2009年9月）

石生駅（いそうえき）は、兵庫県丹波市氷上町石生字猪ノ尾にある、西日本旅客鉄道（JR西日本）福知山線の駅である。

## 歴史
- 1899年（明治32年）7月15日：阪鶴鉄道の柏原駅 - 福知山南口駅（後の福知駅、現存せず）間延伸により開業[1][2]。旅客・貨物取扱開始[2]。
- 1902年（明治35年）12月16日：公衆電報取扱開始[4]。
- 1907年（明治40年）8月1日：阪鶴鉄道が国有化[2]。国有鉄道石生駅に。
- 1909年（明治42年）10月12日：線路名称制定。阪鶴線の駅となる。
- 1912年（明治45年）3月1日：線路名称改定。阪鶴線の福知山駅以南が福知山線に改称し、当駅もその所属となる。
- 1956年（昭和31年）3月30日：跨線橋完成[1]。
- 1980年（昭和55年）9月3日：貨物取扱廃止[2]。
- 1984年（昭和59年）2月1日：荷物扱い廃止[2]。
- 1985年（昭和60年）3月14日：駅員無配置駅となる[5]。
- 1987年（昭和62年）4月1日：国鉄分割民営化により、JR西日本の駅となる[2]。
- 1992年（平成4年）4月1日：篠山口鉄道部発足により、その管轄となる。
- 1995年（平成7年）：西口完成[1]。
- 2009年（平成21年）6月1日：篠山口鉄道部廃止に伴い福知山支社直轄に戻され、篠山口駅の被管理駅となる。
- 2011年（平成23年）3月12日：特急「北近畿」（現在の「こうのとり」）の停車取りやめ[6]。
- 2021年（令和3年）
  - 3月13日：ICカード「ICOCA」の利用が可能となる[7]。
  - 4月1日：簡易委託解除、この日より終日無人駅となる[3]。
- 2022年（令和4年）10月1日：組織改正により、全線が近畿統括本部福知山管理部の管轄になり、福知山駅の被管理駅となる。

## 駅構造
単式・島式の複合型2面3線のホームを持ち、列車交換や待避が可能な地上駅。東口・西口ともに駅舎があり、ホームとの間は実質的に東西自由通路も兼ねた跨線橋で結ばれている。
篠山口駅管理の無人駅。2021年3月13日にICOCAなどの交通系ICカードに対応した。駅舎内に自動券売機が設置されている。
かつては現・東口に機能の中心があり、駅前にはバス停があり、駅舎内ではキヨスクも営業していたが、西口ができてからはそれらの機能の大半を西口に移した。西口では1階で喫茶店が営業しているが、中2階にあった出札窓口横に存在した丹波市の観光案内所は2016年に閉鎖されている。
当駅は駅業務を丹波市が受託する簡易委託駅であったが、2021年3月31日をもって無人化されている。

### のりば
| のりば | 路線     | 方向 | 行先             |
| ------ | -------- | ---- | ---------------- |
| 1      | 福知山線 | 上り | 篠山口・三田方面 |
| 2・3   | 福知山線 | 下り | 福知山方面       |

付記事項
- 2番のりばを上下本線とした一線スルーの配線となっており、通過列車は全て2番のりばを通過する。
- 篠山口・大阪方面行き列車は全て1番のりばから発着する。福知山方面行き列車は2番のりばないし3番のりばいずれかを使用し、通過列車がある場合は3番のりばを使用する。なお、3番のりばは2番のりば同様に上下双方向の発車に対応している。
- 平成26年8月豪雨の復旧期間中、当駅で折り返し運転が行われていた。

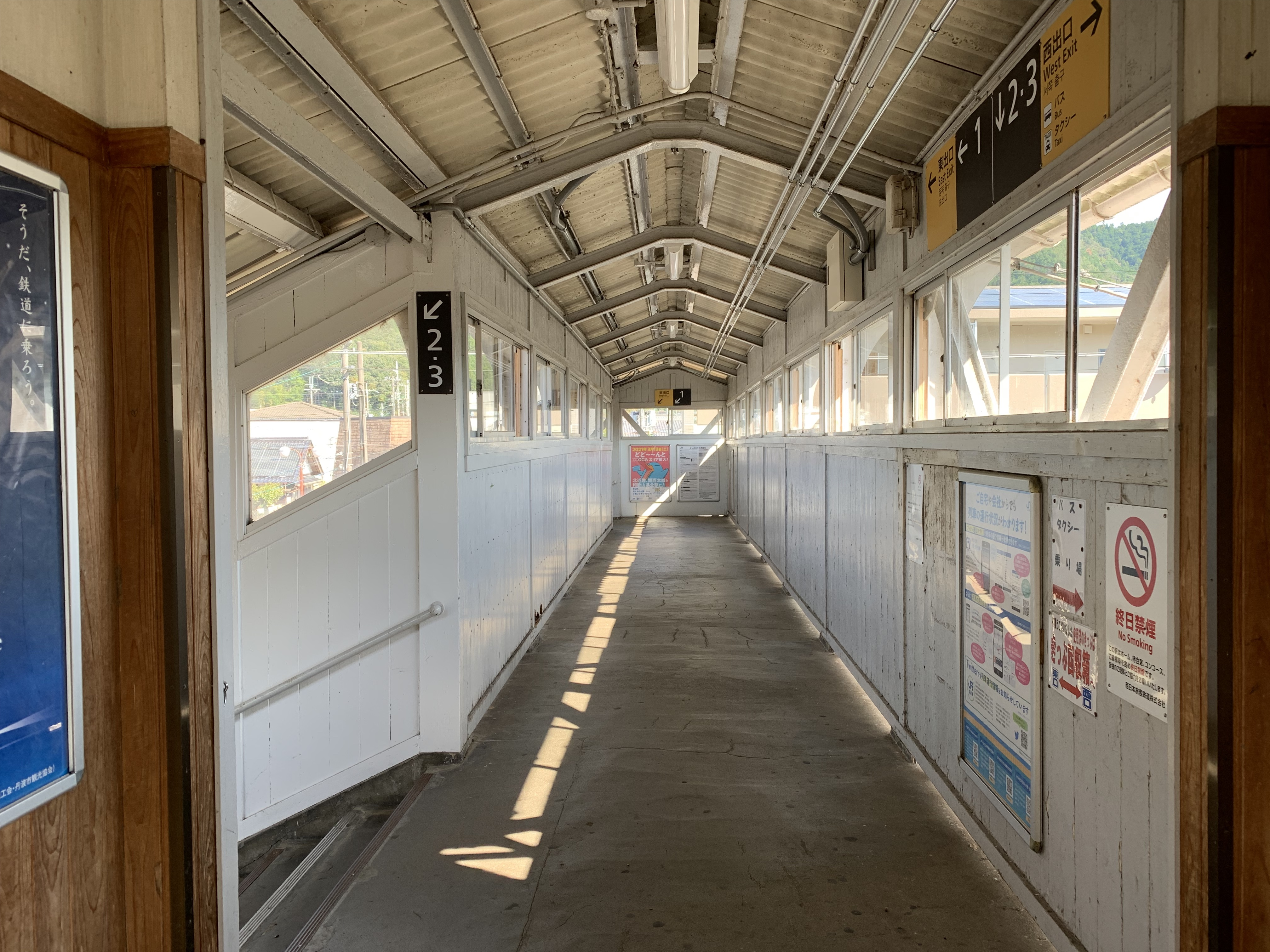
跨線橋（2021年10月）
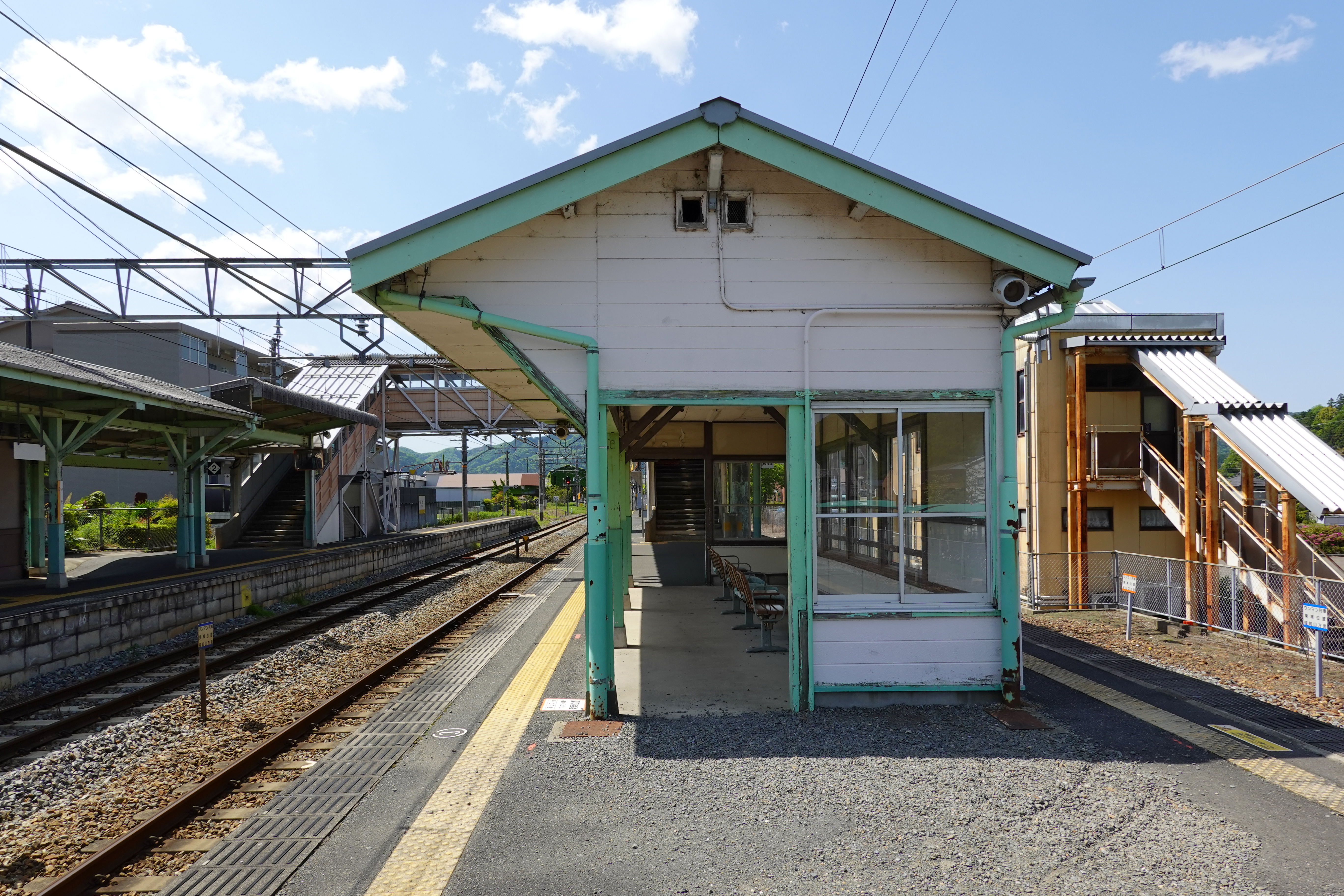
ホームと待合室（2023年5月）

## ダイヤ
日中は篠山口駅発着の普通が1時間に1本停車する。朝晩には大阪駅発着の丹波路快速も設定されている。

## 利用状況
駅前の駐車場を利用してのパークアンドライドが行われている。しかし駅周辺の人口の減少や、モータリゼーションの影響もあって、利用者は伸び悩んでいる。
鉄道利用促進を図るべく、2007年度には近距離利用時の特急料金の一部を自治体が助成する社会実験が行われ、当駅もその対象となった（当時、『北近畿』が停車していたため）。
兵庫県統計書によると、近年の1日平均乗車人員は以下の通りである。
| 年度   | 1日平均 乗車人員 |
| ------ | ---------------- |
| 1999年 | 399              |
| 2000年 | 387              |
| 2001年 | 401              |
| 2002年 | 377              |
| 2003年 | 380              |
| 2004年 | 370              |
| 2005年 | 366              |
| 2006年 | 383              |
| 2007年 | 385              |
| 2008年 | 426              |
| 2009年 | 427              |
| 2010年 | 429              |
| 2011年 | 399              |
| 2012年 | 387              |
| 2013年 | 387              |
| 2014年 | 355              |
| 2015年 | 344              |
| 2016年 | 355              |

## 駅周辺

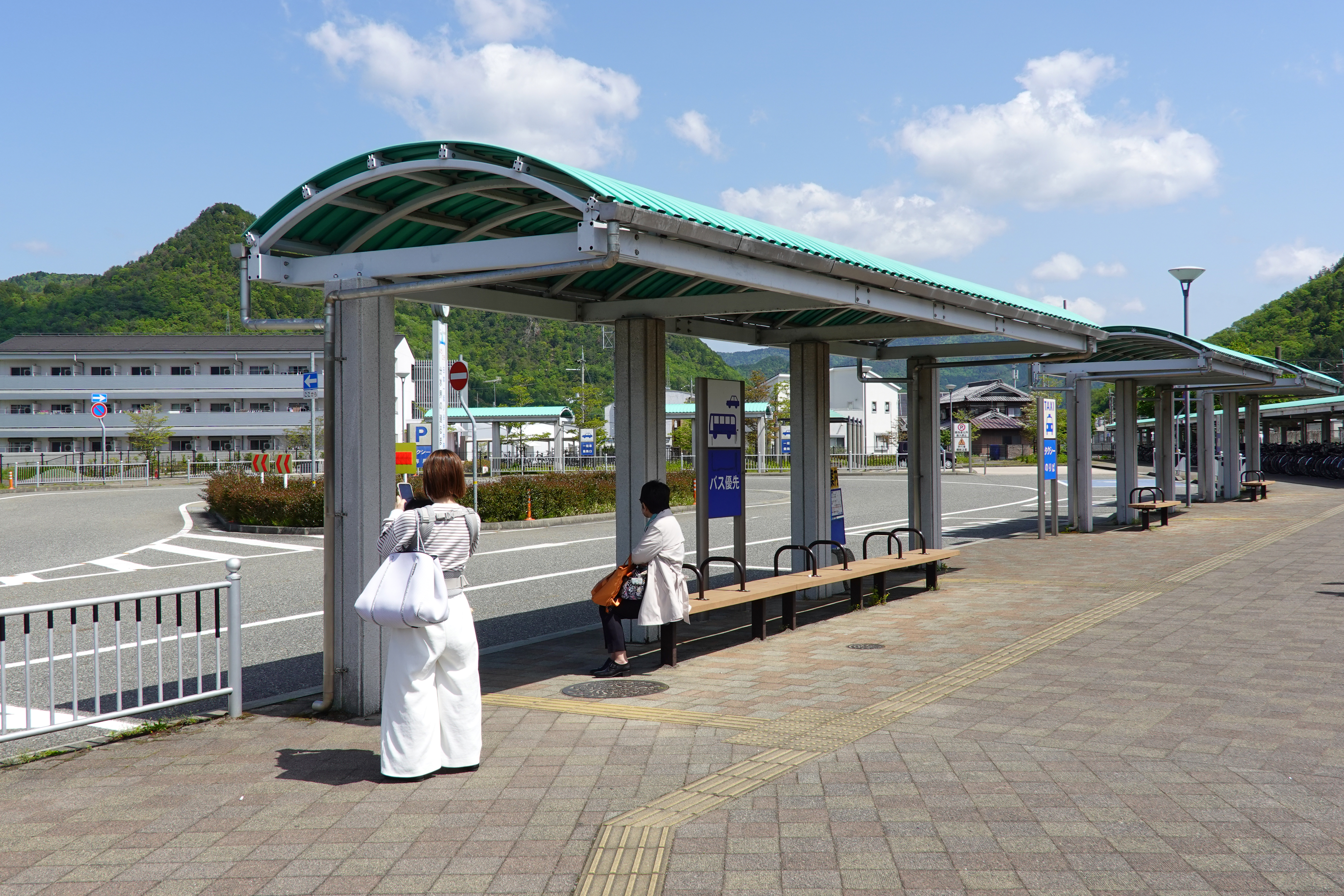
西口ロータリーの「石生駅西口」バス停

石生地区は丹波市氷上地域の外れにあるが、商業施設や飲食店等が集中している。住宅地は国道沿いを中心に存在している。
- パナレーサー本社
- 石生郵便局
- 中兵庫信用金庫石生支店
- 丹波市立東小学校
- 丹波警察署石生駐在所
- 水分れ公園 - 日本で一番低い分水界[1]
  - 丹波市立氷上回廊水分れフィールドミュージアム
- 国道175号
- 国道176号

### バス路線
西口のロータリーにある「石生駅西口」停留所から、ウイング神姫（旧神姫グリーンバス）の青垣・野瀬・柏原・山南方面への路線が発着している。

## 隣の駅
西日本旅客鉄道（JR西日本）
 福知山線
■丹波路快速・■普通
柏原駅 - 石生駅 - 黒井駅